# Trésor d'Auriol
Le trésor d'Auriol est un ensemble de plus de deux mille monnaies grecques en argent découvertes en 1867 non loin du village d'Auriol, dans les Bouches-du-Rhône. 
En partie produites à Massalia à la fin du VIe siècle av. J.-C. et au Ve siècle av. J.-C., ces monnaies constituent le premier monnayage connu sur le territoire français et le point de départ de la numismatique provençale.

## La découverte
Le dépôt, connu aujourd'hui sous le nom de « Trésor d'Auriol », a été découvert en février 1867 dans une oliveraie entre Auriol et Belcodène au lieu-dit « les Barres » au Nord du Baou-Rouge.
Le découvreur, Monsieur Aubert, cultivateur de son état, labourait son champ lorsqu'il trouva un vase brisé en argile sous une grosse pierre plate.
Il décida alors de montrer sa découverte à l'Abbé Bargès pour lui demander conseil. Celui-ci rendit la découverte publique dans un article publié dans la presse locale.
Le préfet des Bouches-du-Rhône dépêcha sur place pour inventorier le trésor Louis Blancard et Joseph-François Laugier, respectivement archiviste et conservateur du Cabinet des Monnaies et Médailles, qui publièrent un compte rendu de la découverte dans la presse.
Le sénateur Félicien de Saulcy dépêcha sur place M. Charvet afin de négocier l'achat des pièces. L'abbé Bargès signale que ce dernier fit l'achat de 1 184 pièces, soit plus de la moitié du trésor, dont la plus grande partie a été divisée entre plusieurs cabinets de France, le musée de Saint-Germain, le British muséum, les médailliers de MM. de Saulcy, de Clapiers, Lecomte, Blancard, et à l'étranger. Monsieur Aubert demanda à l'abbé Bargès de lui servir d'intermédiaire et de négocier les cessions pour son compte.

## Le trésor
Le trésor constitué de 2 130 monnaies divisionnaires en argent était dissimulé dans un vase en argile grise enfouie sous une grosse pierre plate.
Ce qui reste du vase est aujourd'hui visible au musée de Saint-Germain-en-Laye.
Les monnaies qui composent le trésor ont été émises à Massalia, en Asie Mineure et en Grande Grèce vers le dernier quart du VIe siècle av. J.-C. et les années 470/460 av. J.-C.. Elles sont en argent et anépigraphes, c’est-à-dire qu'elles ne comportent aucune inscription. 
La plupart d'entre elles présentent des dessins variés sur l'avers inspirés des monnaies d'Asie Mineure et représentant les emblèmes des cités d'origine et, sur le revers, une marque en forme de carré creux en « ailes de moulin » encore appelée « svastikoïde ».

## Monnaies «du type du trésor d'Auriol»
Les monnaies dites aujourd'hui « du type du trésor d'Auriol » ne proviennent pas nécessairement du dépôt découvert en 1867.